# Olympische Sommerspiele 1960/Wasserspringen
Bei den XVII. Olympischen Sommerspielen 1960 in Rom fanden vier Wettbewerbe im Wasserspringen statt, je zwei für Frauen und Männer. Austragungsort war das Stadio Olimpico del Nuoto beim Foro Italico.

## Bilanz

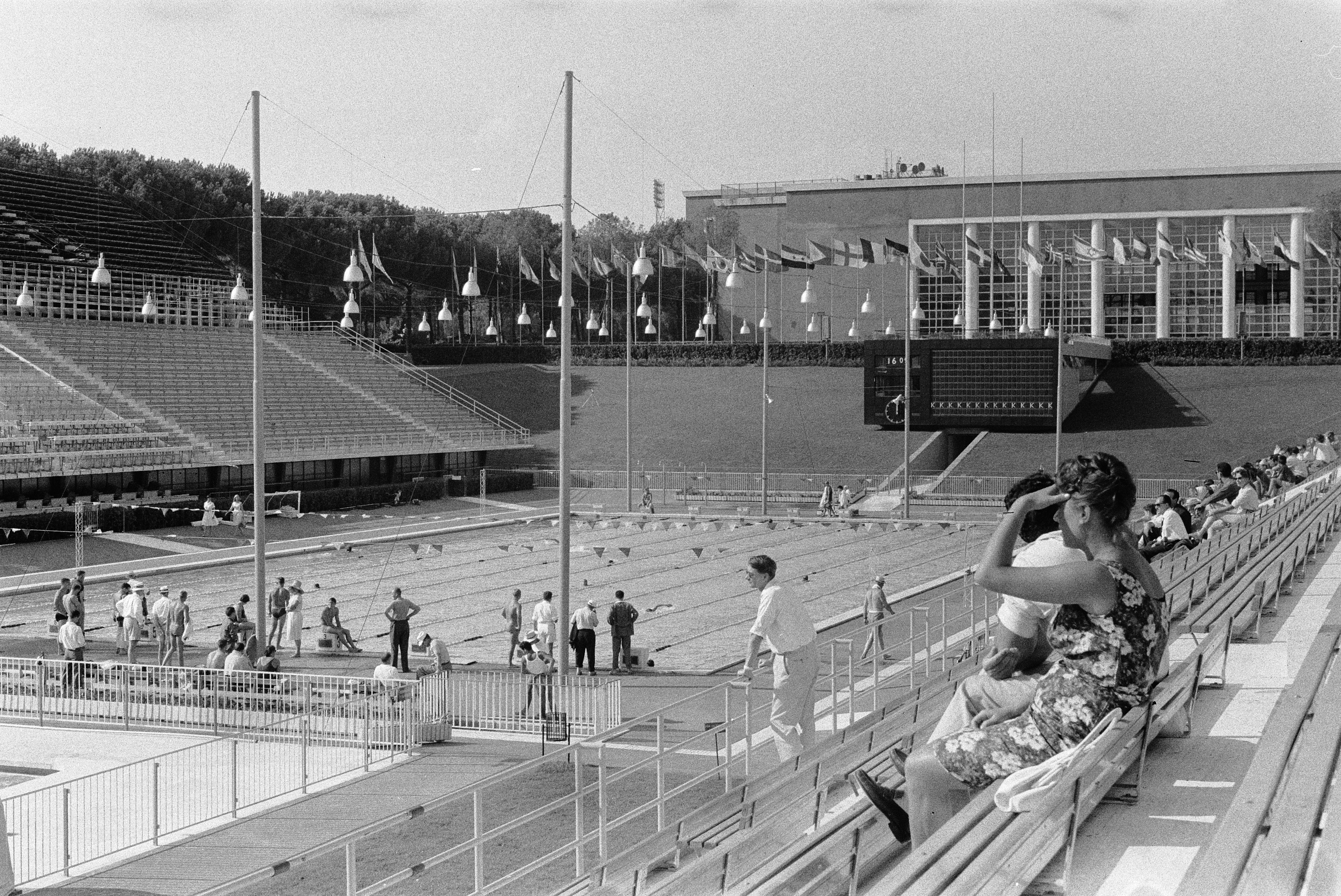
Olympisches Schwimmstadion

### Medaillenspiegel
| Platz | Land               | Gold | Silber | Bronze | Gesamt |
| ----- | ------------------ | ---- | ------ | ------ | ------ |
| 1     | Vereinigte Staaten | 2    | 4      | –      | 6      |
| 2     | Deutschland        | 2    | –      | –      | 2      |
| 3     | Großbritannien     | –    | –      | 2      | 2      |
| 4     | Mexiko             | –    | –      | 1      | 1      |
| 4     | Sowjetunion        | –    | –      | 1      | 1      |

### Medaillengewinner
| Konkurrenz        | Gold           | Silber      | Bronze       |
| ----------------- | -------------- | ----------- | ------------ |
| Kunstspringen 3 m | Gary Tobian    | Sam Hall    | Juan Botella |
| Turmspringen 10 m | Robert Webster | Gary Tobian | Brian Phelps |

| Konkurrenz        | Gold          | Silber     | Bronze           |
| ----------------- | ------------- | ---------- | ---------------- |
| Kunstspringen 3 m | Ingrid Krämer | Paula Pope | Elizabeth Ferris |
| Turmspringen 10 m | Ingrid Krämer | Paula Pope | Ninel Krutowa    |

## Ergebnisse Männer

### Kunstspringen 3 m

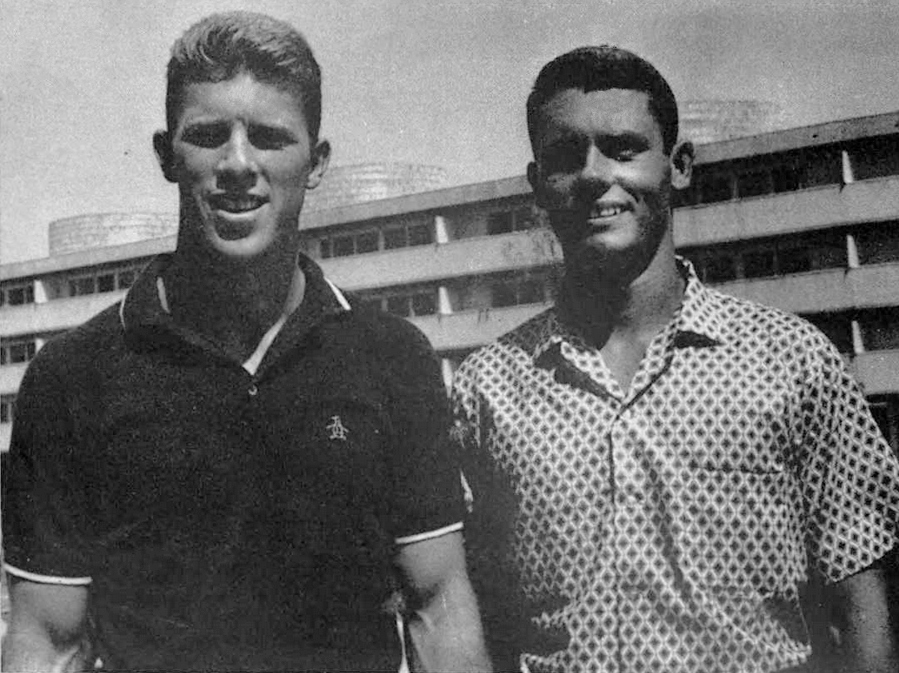
Gary Tobian (links) und Bob Webster (rechts)

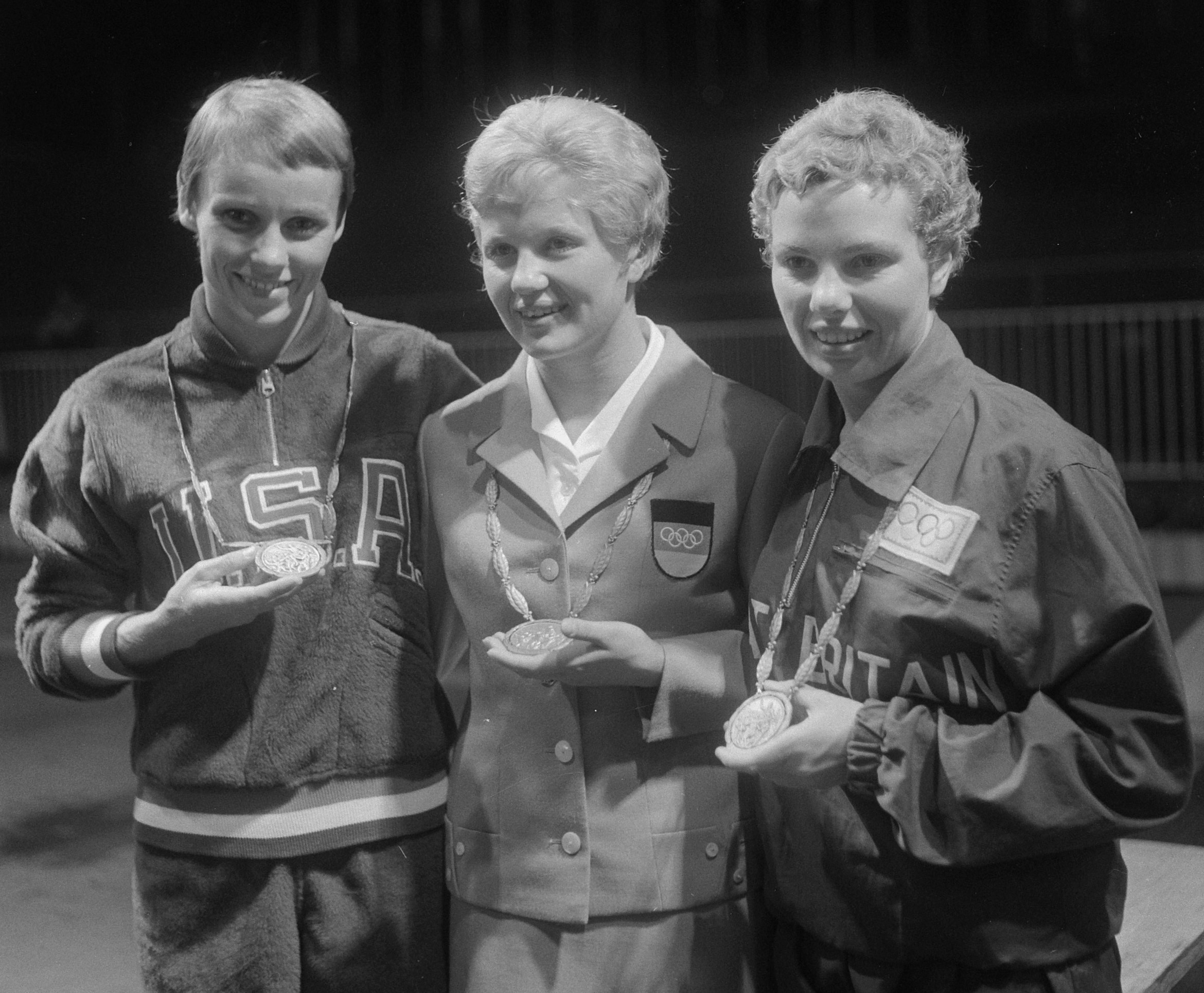
Siegerehrung, von links: Pope, Krämer, Ferris

| Platz | Land | Sportler           | Punkte |
| ----- | ---- | ------------------ | ------ |
| 1     | USA  | Gary Tobian        | 170,00 |
| 2     | USA  | Sam Hall           | 167,08 |
| 3     | MEX  | Juan Botella       | 162,30 |
| 4     | MEX  | Álvaro Gaxiola     | 150,42 |
| 5     | CAN  | Ernest Meissner    | 144,07 |
| 6     | ITA  | Lamberto Mari      | 143,97 |
| 7     | GIA  | Toshio Yamano      | 140,46 |
| 8     | EUA  | Hans-Dieter Pophal | 133,95 |
|       |      |                    |        |
| 11    | EUA  | Rudi Oertel        | 091,90 |
| 15    | AUT  | Kurt Mrkwicka      | 090,73 |
| 19    | AUT  | Peter Huber        | 050,49 |
| 31    | SUI  | Hans Klug          | 038,65 |

Datum: 27. und 29. August 1960 

32 Teilnehmer aus 19 Ländern

### Turmspringen 10 m
| Platz | Land | Sportler         | Punkte |
| ----- | ---- | ---------------- | ------ |
| 1     | USA  | Robert Webster   | 165,56 |
| 2     | USA  | Gary Tobian      | 165,25 |
| 3     | GBR  | Brian Phelps     | 157,13 |
| 4     | MEX  | Roberto Madrigal | 152,86 |
| 5     | EUA  | Rolf Sperling    | 151,83 |
| 6     | URS  | Gennadi Galkin   | 141,69 |
| 7     | EUA  | Fritz Enskat     | 138,86 |
| 8     | URS  | Anatoli Sysojew  | 135,59 |
| 9     | AUT  | Kurt Mrkwicka    | 091,37 |

Datum: 31. August bis 2. September 1960 

28 Teilnehmer aus 18 Ländern

## Ergebnisse Frauen

### Kunstspringen 3 m
| Platz | Land | Sportlerin       | Punkte |
| ----- | ---- | ---------------- | ------ |
| 1     | EUA  | Ingrid Krämer    | 155,81 |
| 2     | USA  | Paula Pope       | 141,24 |
| 3     | GBR  | Elizabeth Ferris | 139,09 |
| 4     | USA  | Patsy Willard    | 137,82 |
| 5     | URS  | Ninel Krutowa    | 136,11 |
| 6     | CAN  | Irene MacDonald  | 134,69 |
| 7     | GBR  | Ann Long         | 129,63 |
| 8     | NED  | Dorothea du Pon  | 123,35 |
|       |      |                  |        |
| 10    | EUA  | Waltraud Oertel  | 084,49 |

Datum: 26. und 27. August 1960 

18 Teilnehmerinnen aus 12 Ländern

### Turmspringen

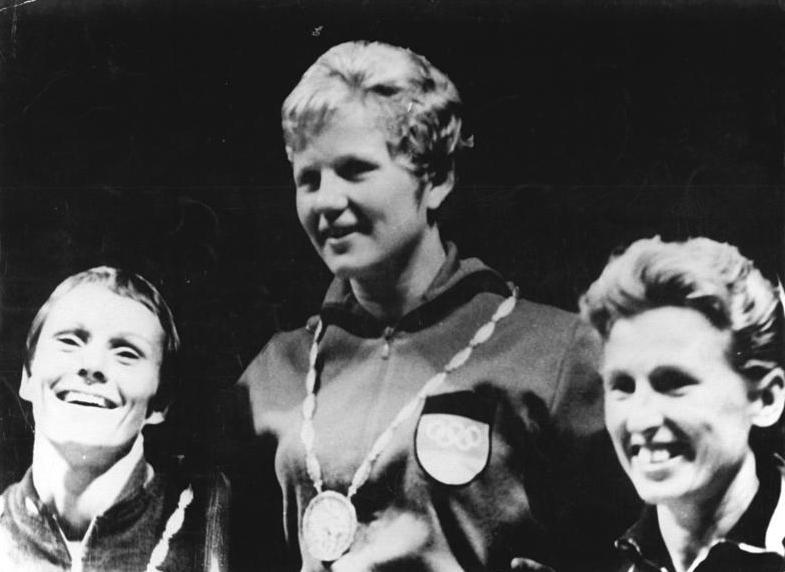
Siegerehrung, von links: Pope, Krämer, Krutowa

| Platz | Land | Sportlerin           | Punkte |
| ----- | ---- | -------------------- | ------ |
| 1     | EUA  | Ingrid Krämer        | 91,28  |
| 2     | USA  | Paula Pope           | 88,94  |
| 3     | URS  | Ninel Krutowa        | 86,99  |
| 4     | USA  | Juno Stover-Irwin    | 83,59  |
| 5     | URS  | Raissa Gorochowskaja | 83,03  |
| 6     | GBR  | Norma Thomas         | 82,21  |
| 7     | FRA  | Nicole Darrigrand    | 81,18  |
| 8     | GBR  | Phyllis Long         | 80,98  |
|       |      |                      |        |
| 15    | EUA  | Gabriele Schöpe      | 48,81  |

Datum: 29. und 30. August 1960 

18 Teilnehmerinnen aus 12 Ländern